# Université de Waterloo
Pour les articles homonymes, voir Waterloo (homonymie).
L’Université de Waterloo (UW ou simplement Waterloo) est une université publique de recherche canadienne située à Waterloo, en Ontario. Elle trouve ses racines au sein d’une institution du nom de Waterloo College Associate Faculties (WCAF), fondée en 1955, qui fut associée au Waterloo College (aujourd’hui devenu l'Université Wilfrid-Laurier). C’est cependant en 1957 que l’Université de Waterloo est fondée par les docteurs Gerald Hagey et Ira G. Needles.
L’Université de Waterloo est la sixième université la plus vaste de la province de l’Ontario. En 2014, elle accueillait 26 987 étudiants de premier cycle à temps plein et 3 023 étudiants de second et troisième cycle à temps plein, avec l'ajout des étudiants à temps partiel, le nombre d'étudiants de l'université approche les 28 000. L'université offre également un service d'apprentissage en ligne qui a été suivi par près de 9 800 étudiants en 2007.
En 2014, son président est Feridun Hamdullahpur. Sa devise est Concordia cum veritate (« en harmonie avec la vérité »).

## Membres notables

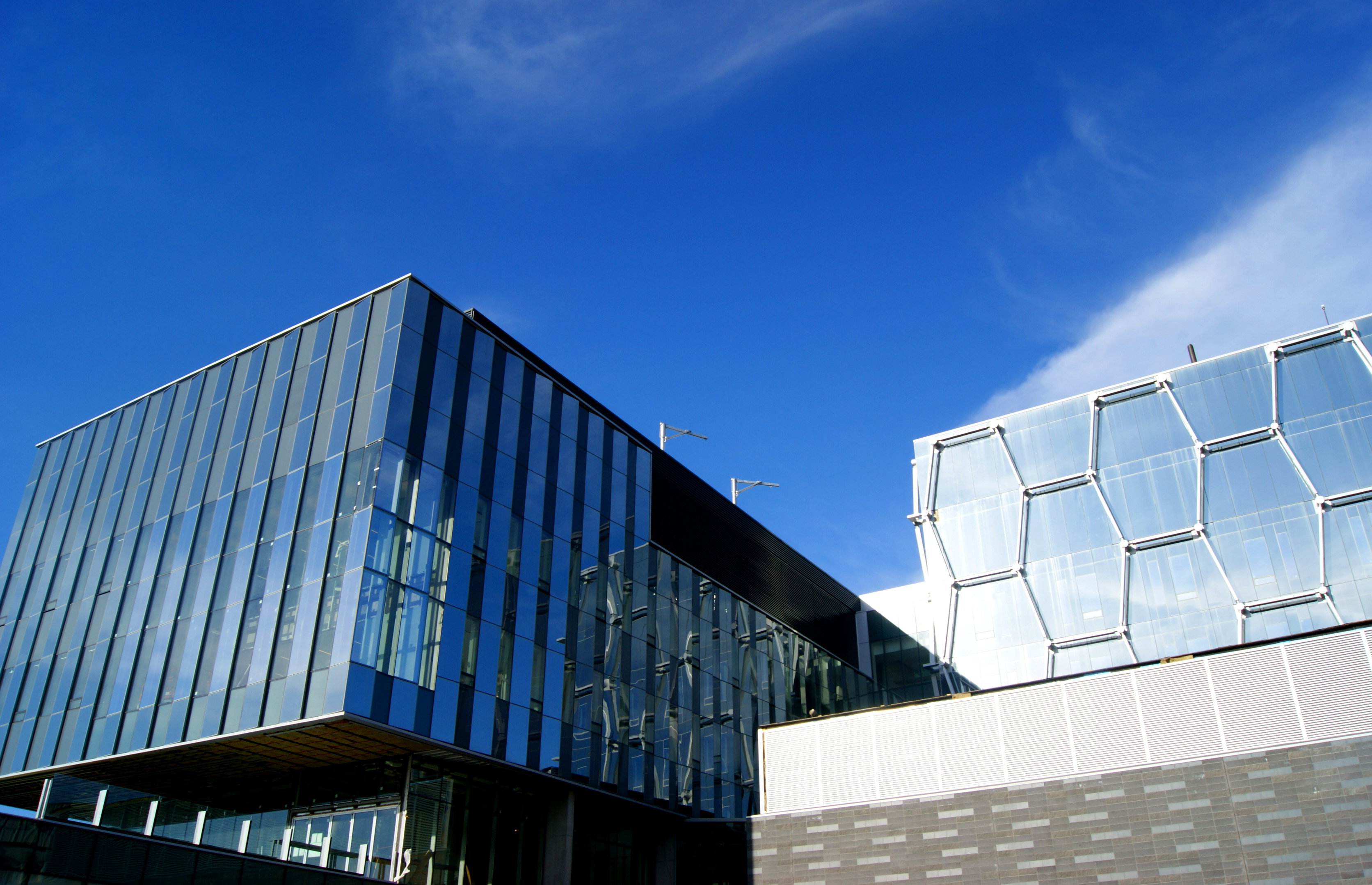
Centre d'informatique Quantique et des Nanotechnologies

- Donna Strickland, Prix Nobel de physique en 2018.
- Vitalik Buterin créateur de la plateforme de Contrats intelligents Ethereum valorisée à plus de 30 milliards de dollars en juin 2017.
- Le mathématicien Jack Edmonds a été membre de l'université durant de longues années.
- Eric Demaine, plus jeune professeur au MIT.
- Mike Lazaridis, fondateur et PDG de Blackberry.
- Molly Kiely, dessinatrice érotique.
- Rasmus Lerdorf, créateur du langage de programmation PHP.
- David Cheriton, un des premiers investisseurs de Google, professeur à l'Université Stanford et milliardaire.
- Chamath Palihapitiya, un des premiers employés de Facebook et milliardaire.
- Peter Buhr créateur du langage de programmation μC++, une extension de C++ destinée à la programmation concurrente.
- Josef Kates, inventeur de Bertie the Brain, chancelier de l'Université de 1979 à 1985.
- Jeffrey Shallit, mathématicien, y est actuellement enseignant.

### Anciens étudiants
- Don Boudria C.P., (B.A. 1999), ancien député libéral fédéral de Glengarry—Prescott—Russell en Ontario et ancien leader du gouvernement à la Chambre des communes.
- Marie Robertson, activiste LGBT.
- Joëlle Pineau, chercheuse en intelligence artificielle.
- Chanda Prescod-Weinstein, cosmologiste, astrophysicienne, militante féministe.